# ريكاردو مباركو
ريكاردو مباركو (25 يناير 1974 في بيروت، لبنان)، هو فنان لبناني معاصر.
يتضمن عمل مباركو نتائج متعددة وخاصة ممارسات الفن الرقمي.
في صوره الرقمية ، وكذلك في عمله المعتمد على الوقت، يبحث في أسئلة متعددة تتعلق بالتفاعل واللغة والتواصل والصناعات الثقافية وتاريخ الفن بالإضافة إلى التمثيل المرئي داخل المجال الاجتماعي السياسي. صور مباركو الرقمية مصنوعة من النصوص. يستخدم الكمبيوتر كأداة لتحويل النصوص إلى صور؛ يتم نقل الرموز الثنائية للنص إلى صورة مرئية مطابقة فريدة.
حصل مباركو على شهاداته الفنية من المدرسة الوطنية العليا للفنون الجميلة ومعهد الدراسات العليا للسينما في باريس ومن المعهد العالي للفنون الجميلة في بيروت. كما أكمل برنامج دراسة التبادل في جامعة كارنيجي ميلون، بيتسبرغ، الولايات المتحدة الأمريكية.
يعيش ويعمل في بيروت.

## المنشورات
- مباركو ريكاردو (2016). «الترابط الديالكتيكي بين الإبداع الفني الإعلامي والصناعات الثقافية»، في مجلة فن وعمارة، العدد 6، معهد الفنون الجميلة - الجامعة اللبنانية.
- مباركو ريكاردو (2015). «من أجل تعريف مزدوج للعلاقات بين الإبداع الإعلامي والصناعات الثقافية»، في مجلة الحكمة، السنة الثامنة، العدد 14.
- مباركو ريكاردو، ودوسولييه، وكلودين، ونوار، وعبده (2014). تقديم منصة رامي في لبنان مباركو ريكاردو (2012). الاستجابة مع الاستفادة من الإدراك المتأخر، ما هو الدور الذي تلعبه وسائل الإعلام الجديدة في الممارسات الفنية والنشاط وكوكيل للتغيير الاجتماعي في الشرق الأوسط وشمال إفريقيا اليوم؟
- مباركو ريكاردو (2013). «الفن المحفّز للصدمات، أو تجسيد التأثير في لبنان: رمزي»، عن تأثير الصدمة النفسية. علماء كامبريدج الناشرين.
- مباركو ريكاردو (2012). «في وسائل الإعلام الجديدة والإبداع في لبنان»، ليوناردو، مجلة الجمعية الدولية للفنون والعلوم والتكنولوجيا (ليوناردو / ISAST)، المجلد 45، ومعهد ماساتشوستس للتكنولوجيا.
- مباركو ريكاردو (2011). عن وسائل الإعلام الجديدة والإبداع في إعداد اللبناني: 2008-2011.
- مباركو ريكاردو (2011). محاضرة في «مؤتمرات حول تاريخ ومستقبل الإنترنت».
- مباركو ريكاردو (2010). «نوع مختلف من الإبداع الإعلامي في لبنان»، في سلسلة الثقافات والعولمة 2009: التعبير الثقافي والإبداع والابتكار. حكيم إد.
- مباركو ريكاردو (2008). مقدمة في الفن والإعلام الجديد في الدول العربية، مع دراسة حالة لبنان، في قصص بصرية من المملكة العربية - وحدة ماستر اون لاين اليوم الفن والتصميم والتكنولوجيا. © اليونسكو

## وصلات خارجية
الموقع الرسمي لمباركو ريكاردو